# Sporus
Sporus (? – 69) był rzymskim chłopcem, który spodobał się cesarzowi Neronowi, gdyż przypominał mu zmarłą żonę Poppeę Sabinę. Neron kazał poddać Sporusa kastracji i jesienią 66 podczas podróży cesarza po Grecji wziął z nim ślub. Żadne źródła nie przekazują, czy Sporus odwzajemniał uczucia Nerona.
Cesarz powierzył opiekę nad swoim wybrankiem Kalwii Kryspinilli, która miała dbać między innymi o liczne stroje Sporusa. Neron zmienił mu imię na Sabina i prawie nie rozstawał się z nim. W dniu swojej śmierci cesarz prosił, aby razem popełnili samobójstwo, chłopiec jednak uciekł.
Po przewrocie wojskowym Galby i samobójstwie Nerona, ze Sporusem wziął ślub jeden z dowódców pretoriańskich – Nimfidiusz Sabinus. Po morderstwie Nimfidiusza i Galby Sporusa poślubił cesarz Marek Salwiusz Oton. Uzurpator i następca Otona, Witeliusz, usiłował zmusić Sporusa do wystąpienia na scenie w roli gwałconej dziewicy. Upokorzony eunuch popełnił samobójstwo.